# Trofeu Laigueglia 2022
El Trofeu Laigueglia 2022 va ser la 59a edició del Trofeu Laigueglia. Es disputà el 2 de març de 2022 sobre un recorregut de 202 km amb sortida i arribada a Laigueglia, a la Ligúria. La cursa formava part de l'UCI ProSeries amb una categoria 1.Pro.
El vencedor final fou l'eslovè Jan Polanc (UAE Team Emirates) que s'imposà als seus companys d'equip Juan Ayuso i Alessandro Covi, segon i tercer respectivament.

## Equips
L'organització convidà a 25 equips a prendre part en aquesta cursa: vuit de categoria WorldTeams, set de categoria ProTeam, vuit equips continentals i una selecció nacional.
| WorldTeams (8)- AG2R Citroën Team - Astana Qazaqstan Team - Cofidis - Groupama-FDJ - Ineos Grenadiers - Intermarché-Wanty-Gobert Matériaux - Trek-Segafredo - UAE Team Emirates ProTeams (7)- B&B Hotels-KTM - Bardiani-CSF-Faizanè - Bingoal Pauwels Sauces WB - Drone Hopper-Androni Giocattoli - Eolo-Kometa - Equipo Kern Pharma - Arkéa-Samsic Equips continentals (8)- Beltrami TSA-Tre Colli - Biesse-Carrera - General Store-Essegibi-F.lli Curia - MG.K Vis Colors For Peace VPM - Colpack-Ballan - Team Corratec - Team Qhubeka - Work Service-Vitalcare-Dynatek Equip nacional- Itàlia |
| |

## Classificació final
| \| Classificació general \| Classificació general \| Classificació general \| Classificació general \| Classificació general \| \| Corredor \| Corredor \| Equip \| Temps \| \| \| --------------------- \| --------------------- \| ---------------------------------- \| --------------------- \| --------------------- \| \| 1r \| Jan Polanc \| UAE Team Emirates \| 5h 02' 25" \| \| \| 2n \| Juan Ayuso Pesquera \| UAE Team Emirates \| + 2" \| \| \| 3r \| Alessandro Covi \| UAE Team Emirates \| + 2" \| \| \| 4t \| Lorenzo Rota \| Intermarché-Wanty-Gobert Matériaux \| + 2" \| \| \| 5è \| Carlos Rodríguez Cano \| Ineos Grenadiers \| + 8" \| \| \| 6è \| Victor Lafay \| Cofidis \| + 24" \| \| \| 7è \| Diego Ulissi \| UAE Team Emirates \| + 32" \| \| \| 8è \| Giulio Ciccone \| Trek-Segafredo \| + 32" \| \| \| 9è \| Quentin Pacher \| Groupama-FDJ \| + 32" \| \| \| 10è \| Clément Champoussin \| AG2R Citroën Team \| + 32" \| \| |                       |                                    |            |
| |                       |                                    |            |
| Font: ProCyclingStats |                       |                                    |            |
| Classificació general |                       |                                    |            |
| Corredor | Corredor              | Equip                              | Temps      |
| 1r | Jan Polanc            | UAE Team Emirates                  | 5h 02' 25" |
| 2n | Juan Ayuso Pesquera   | UAE Team Emirates                  | + 2"       |
| 3r | Alessandro Covi       | UAE Team Emirates                  | + 2"       |
| 4t | Lorenzo Rota          | Intermarché-Wanty-Gobert Matériaux | + 2"       |
| 5è | Carlos Rodríguez Cano | Ineos Grenadiers                   | + 8"       |
| 6è | Victor Lafay          | Cofidis                            | + 24"      |
| 7è | Diego Ulissi          | UAE Team Emirates                  | + 32"      |
| 8è | Giulio Ciccone        | Trek-Segafredo                     | + 32"      |
| 9è | Quentin Pacher        | Groupama-FDJ                       | + 32"      |
| 10è | Clément Champoussin   | AG2R Citroën Team                  | + 32"      |